# Aftokinitodromos 62
Der Aftokinitodromos 62 / Αυτοκινητόδρομος 62 (griechisch für ‚Autobahn 62‘) in Griechenland ist eine Querspange der Attiki Odos. Er verbindet den Endpunkt der Attiki Odos (A6) bei Koropi/Kreuz Flughafen mit dem Flughafen von Athen. Eine Verlängerung nach Vouliagmeni im Süden und Rafina im Norden werden erwogen.